# Tiffany Mynx

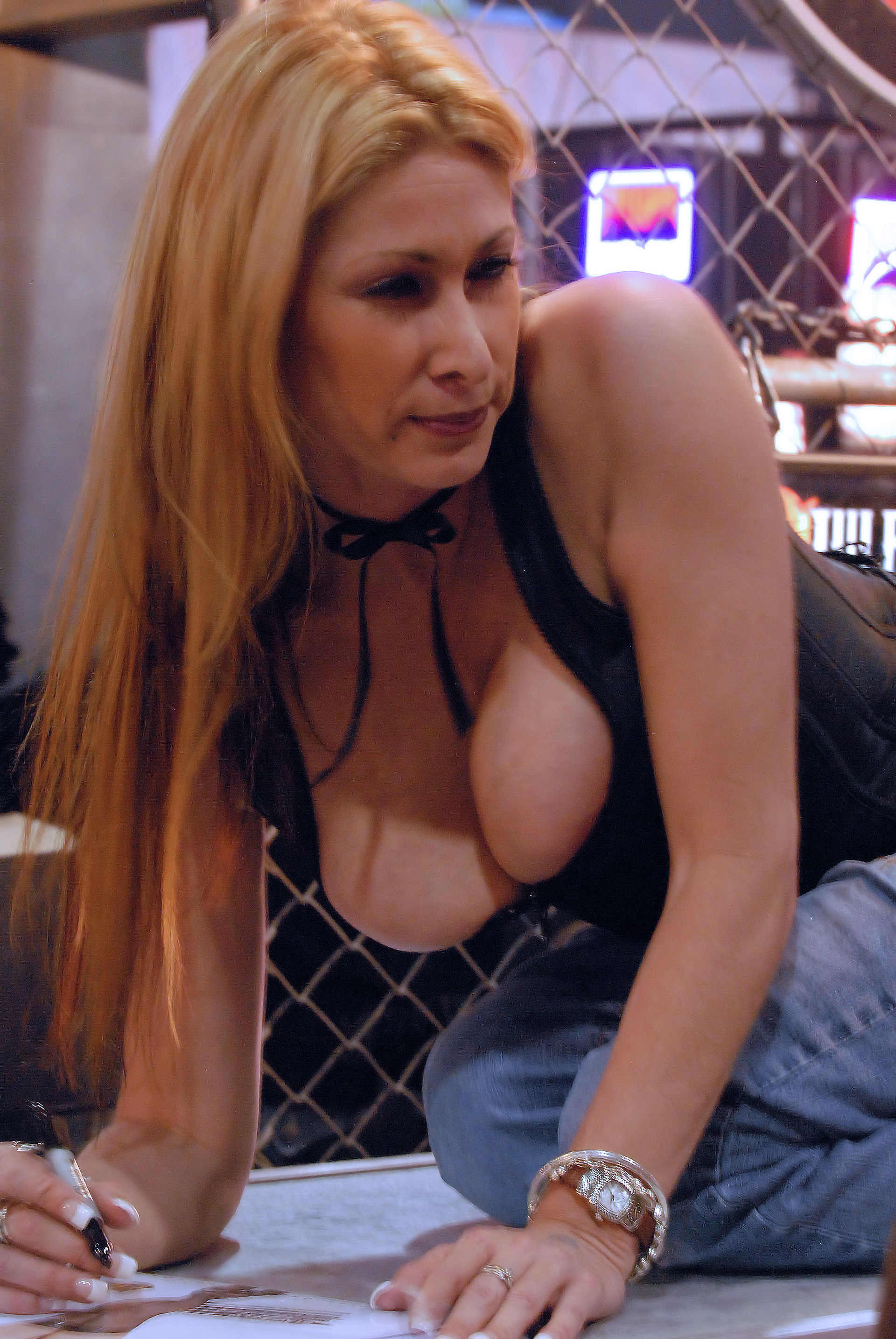
Tyffany Mynx signiert bei der AVN Adult Entertainment Expo 2009

Tiffany „Buttwoman“ Mynx (* 10. Oktober 1971 in Upland, Kalifornien; eigentlich Shannon Cummings) ist eine US-amerikanische Pornodarstellerin und Stripperin.

## Leben
Mynx ist verheiratet und hat zwei Söhne. Sie machte in den 1990er Jahren Karriere im Pornogeschäft. 1992 zog sie nach Los Angeles zu ihrer Großmutter und arbeitete als Stripperin. Ihr erster Kameraauftritt war für ein Penthouse-Video. In ihrer ersten Hardcore-Rolle war Mynx im Film The DJ und wurde von VCA produziert. 1995 heiratete Tiffany den früheren Pornodarsteller Cody Adams. Nach der Geburt ihres zweiten Sohnes unterzog sie sich einer Brustvergrößerung und unterschrieb einen Vertrag mit der Produktionsfirma Elegant Angel. Patrick Collins, der Firmengründer von Elegant Angel, ernannte sie 1997 zur „Buttwoman“. Der gleichnamige Film verhalf ihr zum endgültigen Durchbruch. Im Laufe der Jahre erschienen zahllose Fortsetzungen, unter anderem mit Lauren Phoenix, wodurch Buttwoman zum Synonym beider Starlets wurde. Heutzutage wird der Begriff auch für viele andere Darstellerinnen wie zum Beispiel Alexis Texas verwendet. 1998 ließ sich Tiffany von Cody Adams scheiden.
Mittlerweile hat Tiffany in mehr als 420 Pornofilmen mitgewirkt und führte bei dem Film The Toe Story selbst Regie. Mit Pagan Pictures und Tiffany Mynx Productions besitzt sie zwei Produktionsfirmen. Anfang der 2000er Jahre führte sie mit ihrem Kollegen Van Damage eine Beziehung. Im Jahr 2001 wurde sie aufgrund ihrer langjährigen Tätigkeit und Leistungen für die amerikanische Pornoindustrie in die AVN Hall of Fame aufgenommen. Sie ist zudem seit 2003 Mitglied in der XRCO Hall of Fame.

## Filmografie (Auswahl)
- 2000: Buttwoman vs. Buttwoman
- 2003: Ass Worship 5
- 2004: Boob Bangers 1
- 2005: Suck It Dry 1
- 2005: Strap Attack 2
- 2005: Flesh Hunter 8
- 2006: Belladonna vs Tiffany Mynx
- 2008: Lex the Impaler 4
- 2008: Tiffany & Cumpany 2
- 2014: My Friend’s Hot Mom 44

## Auszeichnungen
- 1993: AVN Award für „Best Group Sex Scene“
- 1994: AVN Award für „Best Anal Sex Scene – Video“ in Sodomania 5: Euro/American Style (mit Kitty Yung und Randy West)
- 1994: F.O.X.E. Award als „Female Fan Favorite“ (geteilt mit Nikki Dial und Ashlyn Gere)
- 1998: F.O.X.E. Award als „Female Fan Favorite“ (geteilt mit Jenna Jameson, Stacy Valentine und Stephanie Swift)
- 1998: XRCO Award für „Best Girl-Girl Scene“ in Miscreants (mit Jeanna Fine und Stephanie Swift)
- 1999: XRCO Award für „Best Group Scene“ in Asswoman in Wonderland (mit Iroc, Stryc-9, Van Damage und Luciano)
- 2001: Aufnahme in die AVN Hall of Fame
- 2003: Aufnahme in die XRCO Hall of Fame
- 2007: AVN Award „Best Sex Scene Coupling – Video“ in Slave Dolls 2 (zusammen mit Manuel Ferrara)[1]